# Sarah Hemery
Sarah Hemery, née le 10 juillet 1971 à Bourg-Saint-Maurice, originaire de Tignes (Savoie), est une skieuse française.
Elle est membre de l'Équipe de France de ski alpin de 1989 à 1993, en tant que slalomeuse et géantiste.
Elle participe au Circuit Coupe d'Europe chaque saison.
Membre du Circuit pro américain (Women's Pro Ski Tour) de 1995 à 1997
- 3e du classement général en 1995 (7 victoires)
- 9e du classement général en 1996 (4 victoires puis rupture du ligament croisé)
- 14e du classement général en 1997(2 victoires puis rupture du ligament croisé)

Lors de sa reconversion, Sarah Hemery devient attachée de presse sur le Tour de France pour le "Prix de la combativité" de 1997 à 1998.
Parallèlement elle est diplômée de L'École de management de Lyon.
En 2008, elle part pour un tour du monde qui se terminera en 2012 avec son mari (Denis Roux, ancien cycliste professionnel) et leurs 3 filles.
Ensuite, elle devient enseignante en français dans une École Internationale à Praslin aux Seychelles.